# 薛戎
薛戎（8世纪—821年），字元夫，河中宝鼎县（今山西省临猗县）人，唐朝大臣。
薛戎年轻时有学术，不求闻达。隐居于阳羡山，四十余岁始入仕。应江西观察使李衡征辟，为从事。齐映取代李衡，他继续任职，齐映走后他回到山中，后来又署福建观察使柳冕幕府。转任殿中侍御史、权领泉州刺史事。不畏权势，执法平允。柳冕想要诬陷马总，派薛戎审问，薛戎不从柳冕之意，虽百般胁迫，终是不屈，于是辞职隐居。后为福建观察使阎济美副使，阎济美为浙东观察使，他随之去越州。入朝为侍御史、刑部员外郎。历任衢州、湖州、常州三州刺史，官至浙东观察使。所到之处，都有政绩，长庆元年十月去世，追赠左散骑常侍。其弟薛放。

## 延伸阅读
[在维基数据编辑]
 《舊唐書/卷155》，出自刘昫《舊唐書》
 《新唐書·卷164》，出自《新唐書》